# Эль-Чаво-дель-Очо

Эль-Чаво-дель-Очо (или просто Чаво дель 8, дословно переводится как Чаво с восьмого; исп. El Chavo del 8, порт. Chaves) -

— мексиканский комедийный телесериал, созданный Роберто Гомесом Боланьосом и выпущенный Независимым телевидением Мексики (позже — Televisa) и впервые показан 20 июня 1971 года на канале 8. Получил культовый статус в Бразилии благодаря показу на телеканале SBT.

## Сюжет
Программа рассказывает о приключениях группы людей, которые живут в мексиканском районе, где его герой, Эль Чаво, проказничает с друзьями, что вызывает недоразумения и споры между соседями, как правило, комического плана. Сценарий родился из скетча, созданного Боланьосом Гомесом, где бедный ребенок восьми лет спорил с продавцом шаров в парке.

## Режиссёры
- Роберто Гомес Боланьос: Чаво дель 8. (исп. El Chavo)
- Карлос Виллагран: Кико (исп. Quico)
- Мария Антониета Де Лас Ниевес: Чилиндрина (исп. Chilindrina)
- Флоринда Меса: Донья Флоринда (исп. Doña Florinda)
- Рамон Вальдес: Дон Рамон (исп. Don Ramón)

## Международный успех
Успех Эль-Чаво-дель-Очо был такой, что к 1973 году, он был показан в ряде стран Латинской Америки и имел высокие рейтинги телевидения. Было подсчитано, что в 1975 году его смотрели более 350 миллионов зрителей каждую неделю. Программа была дублирована на португальский, итальянский, японский, французский, русский, арабский и немецкий язык, и по-прежнему вещается во многих странах, особенно в Латинской Америке.